# Пористість вугілля

Пористість вугілля (англ. porosity of coal; нім. Porengehalt m der Kohle) — наявність пор у вугільній речовині; характеристика розмірів і кількості пор у вугіллі.

## Класифікація пор
Пори вугілля класифікують на:
- мікропори (доступні СО2 при звичайній температурі) з переважаючим діаметром близько 1,5 нм і з отворами та звуженнями, які обмежують доступ до них, розміром близько 0,5 нм. Ці пори обумовлюють питому поверхню;
- перехідні пори — доступні азоту при низьких температурах з розміром 2–7 нм;
- макропори — понад 7 нм.

## Загальний опис пористості вугілля
Пористість вугілля низького ступеня вуглефікації (вміст вуглецю нижчий 77 %) головним чином обумовлюється макропорами. Для вугілля з вмістом С 76-84 % близько 80 % об'єму пор припадає на перехідні та макропори. У вугіллі з вищим вмістом вуглецю переважають мікропори. В табл. 1 та 2 подані характеристики пористого середовища вугілля різних ступенів вуглефікації.
Зокрема, пористість збільшує адсорбційний потенціал поверхні, що обумовлює підвищення міцності контакту «адгезив-субстрат» при флотації, флокуляції та агломерації і брикетуванні вугілля. З ростом пористості збільшуються непродуктивні витрати реагента і зв'язуючої речовини, які проникають в пори і тріщини. При цьому, очевидно, відбувається інфільтрація, тобто вибіркове проникнення реагента і зв'язуючої речовини в пори вугілля — в мікропори вугілля проникають тільки ті складові реагента (або зв'язуючого), молекули яких сумірні з розміром мікропор.

## Параметри пор